# گورستان گوتیه
گورستان گوتیه (به زبان فرانسوی: cimetière guillotiere) در شهر لیون فرانسه واقع شده است. قبرستان گوتیه یکی از گورستان‌های مهم فرانسه است. گورستان جدید گوتیه در دو بخش از قبرستان قدیم و جدید ساخته شده است. که یک خیابان این دو بخش را از همدیگر جدا کرده است. البته هر دوبخش در نیمه‌ی اول قرن نوزدهم با فاصله‌ی دو دهه ساخته‌ شده اند.

## مکان قرارگیری
گورستان جدید گوتیه در منطقه 7 و 8، درست در جنوب پارک سرجنت بلادان شهر لیون قرار گرفته است. این قبرستان یکی از معدود گورستان های فرانسه محسوب می شود که داخل شهر احداث شده است. البته این قبرستان در مجاورت قبرستان لویاسه قرار گرفته که محل مقبره استاد فیلیپ دی لیون یکی از عارفان مشهور شهر لیون در حوزه الهیات عرفان مسیحی است.

## ویژگی خاص
گورستان گوتیه در شهر لیون سمبلی از گوناگونی انسان‌ها و در عین حال برابری میان آدمیان است. در اینجا کاتولیک، پروتستان، ارتودوکس، فراماسونر، یهودی، مسلمان، بودایی و معتقدان به سایر ادیان و اندیشه‌ها در کنار یکدیگر دفن شده‌اند. در گورستان گوتیه برای کسانی هم که بر اساس آیین یا وصیتشان باید سوزانده شوند، محلی برای سوزاندن اجساد وجود دارد.

## فهرست افراد مشهور گورستان[۳]
علاوه بر اینکه از اقلیت های دینی و مذهبی مختلف و گوناگونی که در این گورستان دفن شده اند، چندین نفر از افراد برجسته در این گورستان به خاک سپرده شده اند، از جمله:
- نقاش لوئیس هکتور آلماند، درگذشت 13 سپتامبر 1886
- خلبان الیزابت بوسلی[۴] ، در 25 نوامبر 2005 درگذشت
- ژول برونارد سیاستمدار، در 25 ژوئیه 1910 درگذشت
- ویکتور گریگنارد ، پروفسور و برنده جایزه نوبل شیمی ، در 13 دسامبر 1935 درگذشت
- فردیناند مونویر ، چشم پزشک فرانسوی ، در 11 ژوئیه 1912 درگذشت
- ژان ورشنایدر مجسمه ساز ، در سال 1943 درگذشت
- اوژن وینتراس «پیامبر خودخوانده» در 7 دسامبر 1875 درگذشت
- بنای یادبود کشته شدگان جنگ فرانسه و پروس
- مقبره خانوادگی برادران لومیر

## گورستان گوتیه سمبل تساهل و رواداری
در سایت خبری تحلیلی ردنا یادداشتی از محمد پناه زاده به معرفی کامل این گورستان به عنوان سمبل و نمادی از رواداری، تساهل دینی و برابری پرداخته شده است. چراکه بافت گورستان گوتیه خود می‌تواند نماد رواداری و تساهل و تحمل دیگری باشد. در این آرامگاه از هر قوم و کیشی، آدم خوابیده است. به طوری که قبر و مزار یک یهودی، فراماسون، مسلمان، کاتولیک، پروتستان، ارتدوکس و حتی بودایی و اقوام آسیای جنوب شرقی در کنار یکدیگر قرار دارند.[
اندیشه تساهل و تسامح در تمام ادیان تاریخ و تبار خاصی دارد. در برخی ناشی از جنگ و درگیری مذهبی پدید آمده است. برخی دیگر قبل از تنش‌های دینی، اندیشه مترقی در بیان تفکرات رواداری و تحمل غیر را همواره در آئین و مسلک مذهبی خویش بیان داشته‌اند. اما تاریخ آن هر چه بوده، تمام‌شده است. اکنون این گورستان نشانه‌ای برای این امر در جهان عینی و واقعی است. ایدئولوژی و اندیشه‌ای که خود را برتر و دیگری را مغلوب بپندارد، راهی برای نجات و فلاح باقی نمی‌گذارد. جامعه در تضاد و تضارب آراء به بلوغ می‌رسد. گورستان گوتیه سمبلی و نمادی برای تفکر است. برای عبور از خودخواهی و خود حق پنداری.[

## تصاویر

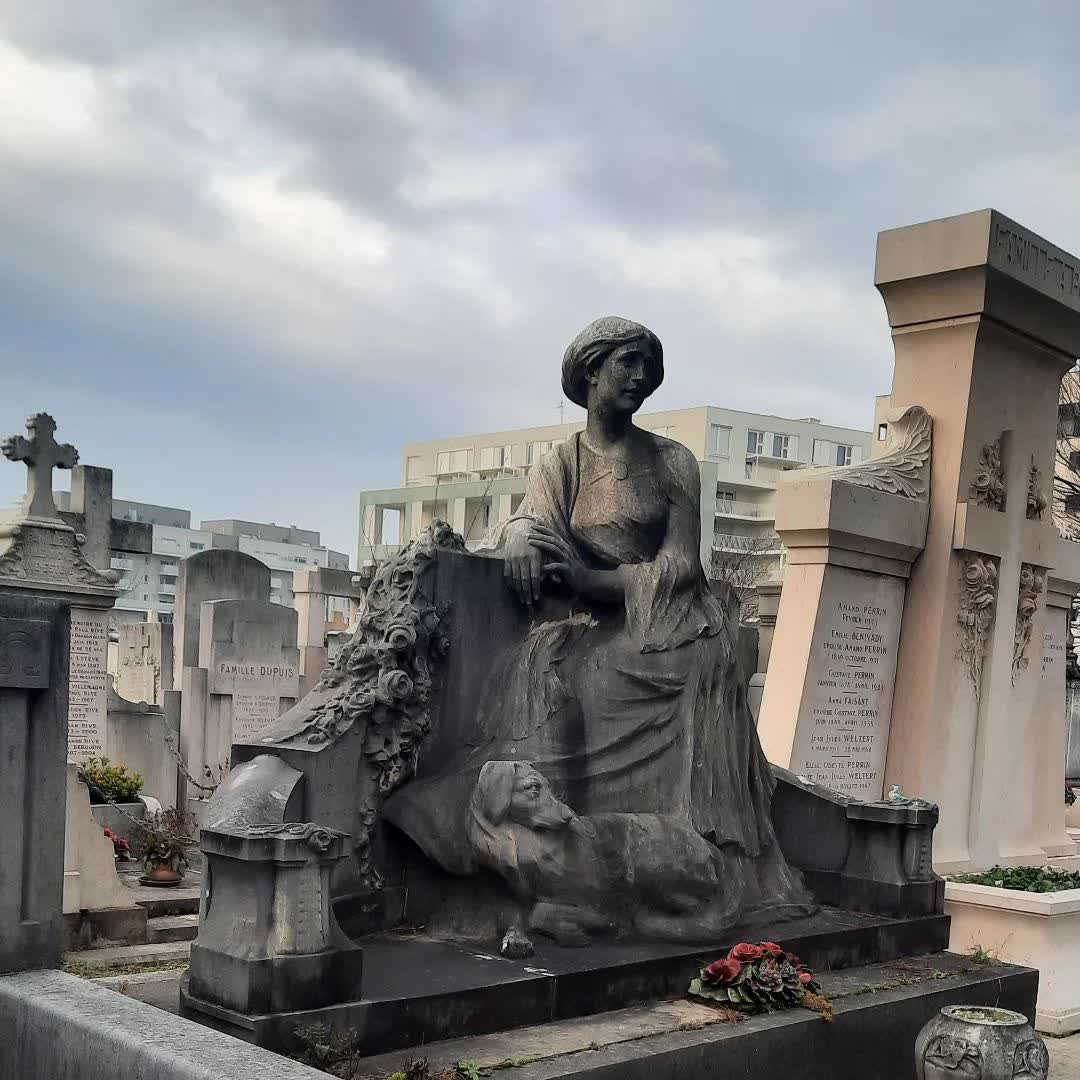
سنگ قبر زنی که به سگ خود علاقه بسیاری داشته است

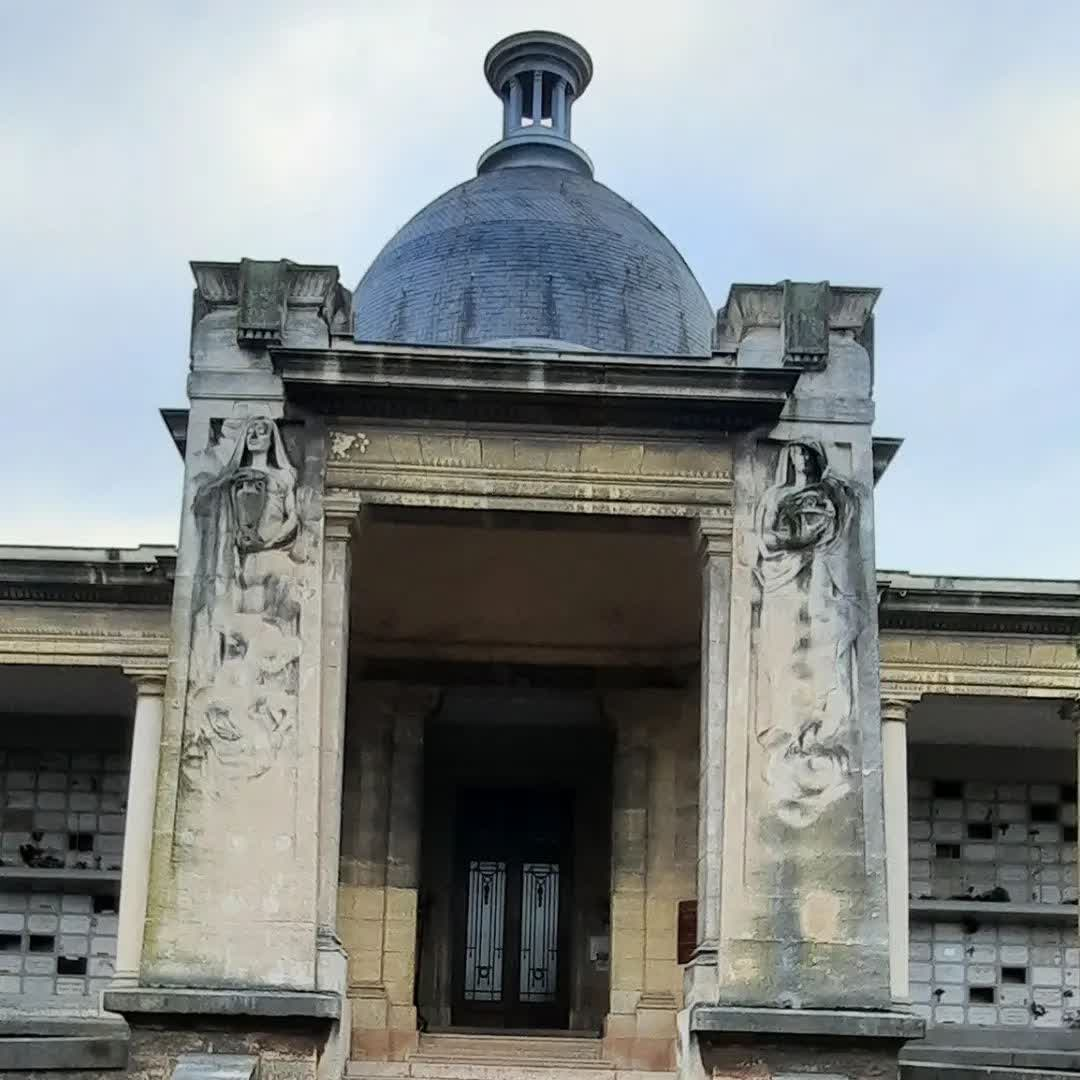
محل جسدسوزی برای پیروان ادیان بودایی و هندو

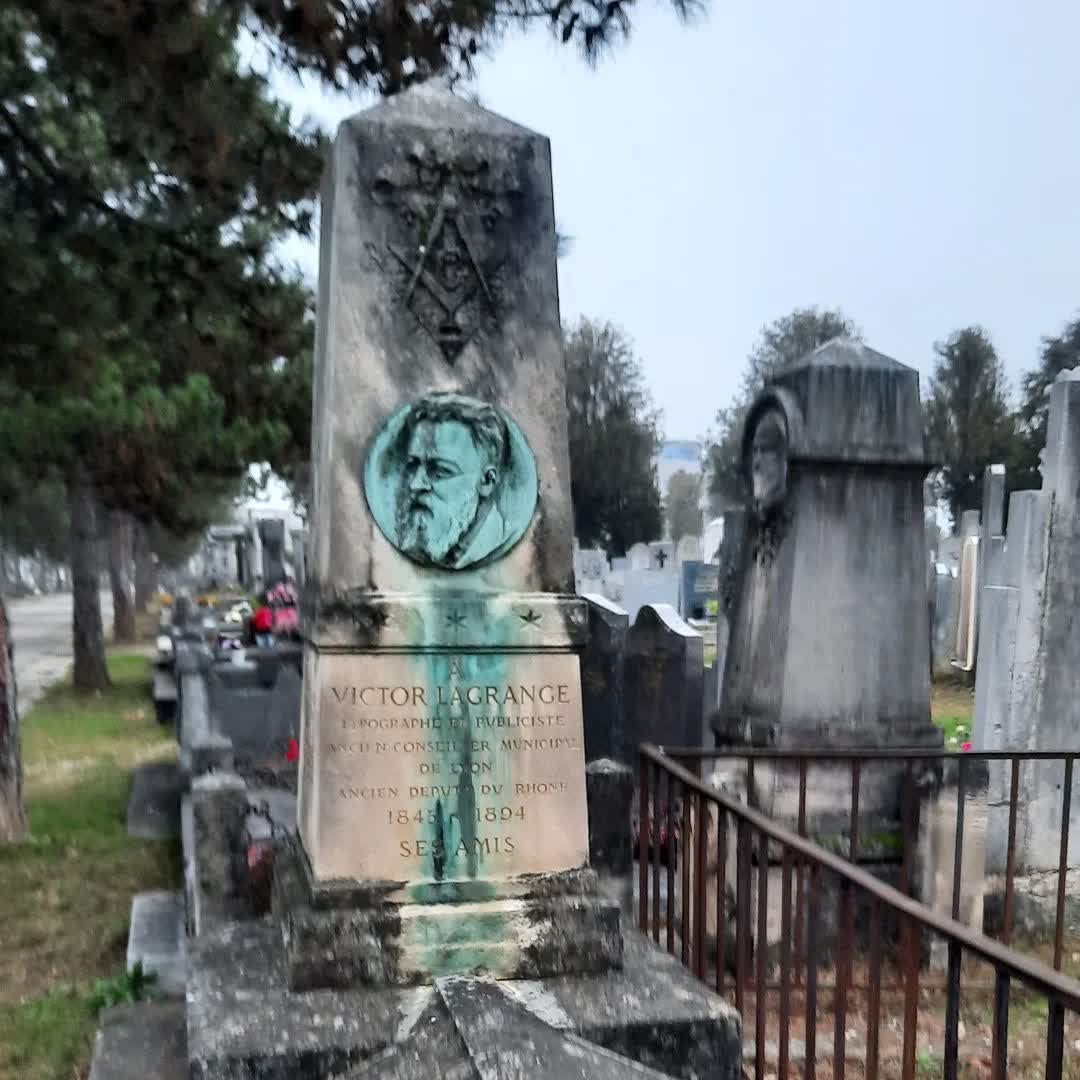
قبر یک فرد فراماسونر با نماد و نشانه های خاص خودشان در گورستان گوتیه